# Melvin Moss
Melvin Lionel Moss (1923 - Nueva York, 26 de junio de 2006) fue un dentista estadounidense conocido por crear la hipótesis de la matriz funcional para el crecimiento y el desarrollo. Fue anatomista y decano de la Facultad de Medicina Dental de la Universidad de Columbia.

## Carrera
Moss fue a la Universidad de Nueva York, donde obtuvo su licenciatura, y luego asistió a la Escuela de Odontología de Columbia y obtuvo su título de odontólogo en 1946. Antes de estudiar odontología, formó parte del Dental Corps del Ejército de los Estados Unidos. 
Después de obtener su título de odontólogo, el Dr. Moss continuó estudiando, consiguiendo el doctorado en anatomía, especializándose en Antropología física. Al año siguiente se incorporó como docente en la facultad de Anatomía. En 1968, Moss se convirtió en decano de la Facultad de Odontología de Columbia. También fue profesor emérito de anatomía y biología oral en el Colegio de Médicos y Cirujanos de la Universidad de Columbia.
Moss creó la hipótesis de la matriz funcional que se utiliza a menudo en la especialidad de ortodoncia. Esta teoría fue introducida en 1962 como un capítulo en uno de los libros de texto dentales llamado Vistas in Orthodontics. Su trabajo fue fundamental para cambiar el plan de estudios de la Facultad de Odontología de Columbia en la década de 1960. Se destacó como investigador experimental en diversas áreas del conocimiento anatómico y de la antropología biológica. Le dio mucho valor a la prevención de enfermedades bucales y permitió que los estudiantes de la escuela participaran más en la investigación. Su trabajo también fue fundamental en los estudios sobre formación ósea, crecimiento craneal y deformaciones óseas congénitas que se realizaron a nivel nacional.

## Vida personal
Moss estaba casado con Letty Moss-Salentijn, profesora de odontología y decana asociada principal de la Facultad de Medicina Dental.
Murió en 2006 a la edad de 83 años. Dejó a su esposa y a sus dos hijos.